# GANEFO
GANEFO es el acrónimo de la expresión inglesa Games of the New Emerging Forces, en español Juegos de las Nuevas Fuerzas Emergentes. Estos juegos se empezaron a preparar en Indonesia a finales de 1962, en un claro desafío a los Juegos Olímpicos. Los motivos para su creación se remontan a la cuarta edición de los Juegos Asiáticos, celebrados en Yakarta (Indonesia) en 1962. Por motivos políticos (y debido especialmente a la presión de China), los organizadores de esos juegos vetaron la participación de Israel y Taiwán. La reacción del Comité Olímpico Internacional consistió en suspender de manera indefinida a Indonesia como uno de sus miembros. Esta fue la primera vez que el COI dictaba una sentencia de este calibre.
Como su nombre indica, estos juegos estaban dirigidos a los atletas de las "fuerzas emergentes" (en su mayoría, estados socialistas que habían alcanzado su independencia recientemente). Desde el principio, los organizadores de GANEFO dejaron clara su intención de usar el deporte para fines políticos, oponiéndose así deliberadamente a la directriz del Comité Olímpico Internacional de que ambas esferas debían ser independientes. En respuesta a la organización de estos juegos, el COI decretó que prohibiría participar en los Juegos Olímpicos a todos los atletas que participaran en GANEFO. Aun así, la primera edición de estos juegos se celebró en Yakarta el 10 de noviembre de 1963, con la participación de unos 2000 atletas de 51 naciones distintas. Entre las naciones participantes se encontraban Afganistán, Albania, Argelia, Argentina, Bélgica, Bolivia, Brasil, Bulgaria, Birmania, Camboya, Sri Lanka, Cuba, Checoslovaquia, Corea del Norte, República Dominicana, Finlandia, Francia, República Democrática Alemana, Guinea, Hungría, Indonesia, Irak, Italia, Japón, Laos, Líbano, México, Mongolia, Marruecos, Nigeria, Países Bajos, Pakistán, Palestina, República Popular China, Filipinas, Polonia, Malí, Rumanía, Arabia Saudí, Senegal, Somalia, Vietnam, Egipto, Uruguay, etc. La Unión de Repúblicas Socialistas Soviéticas, en un gesto de solidaridad, también participó; sin embargo, para no poner en peligro su posición dentro del COI, sólo mandó a atletas de segunda fila.
Los organizadores de GANEFO llegaron a planear una segunda edición, a celebrarse en El Cairo (Egipto) en 1967. Sin embargo, esta edición no llegó a celebrarse debido a razones políticas. En principio, la segunda edición iba a estar reservada para atletas de naciones asiáticas, con la excepción de Guinea, dado que participó en las pruebas clasificatorias de Pyongyang (Corea del Norte) en agosto de 1965. El primer GANEFO puramente asiático se celebró en Phnom Penh (Camboya) del 25 de noviembre al 6 de diciembre de 1966. También se llegó a planear un segundo GANEFO asiático (a celebrarse en Corea del Norte en 1970), pero está edición nunca se celebró.

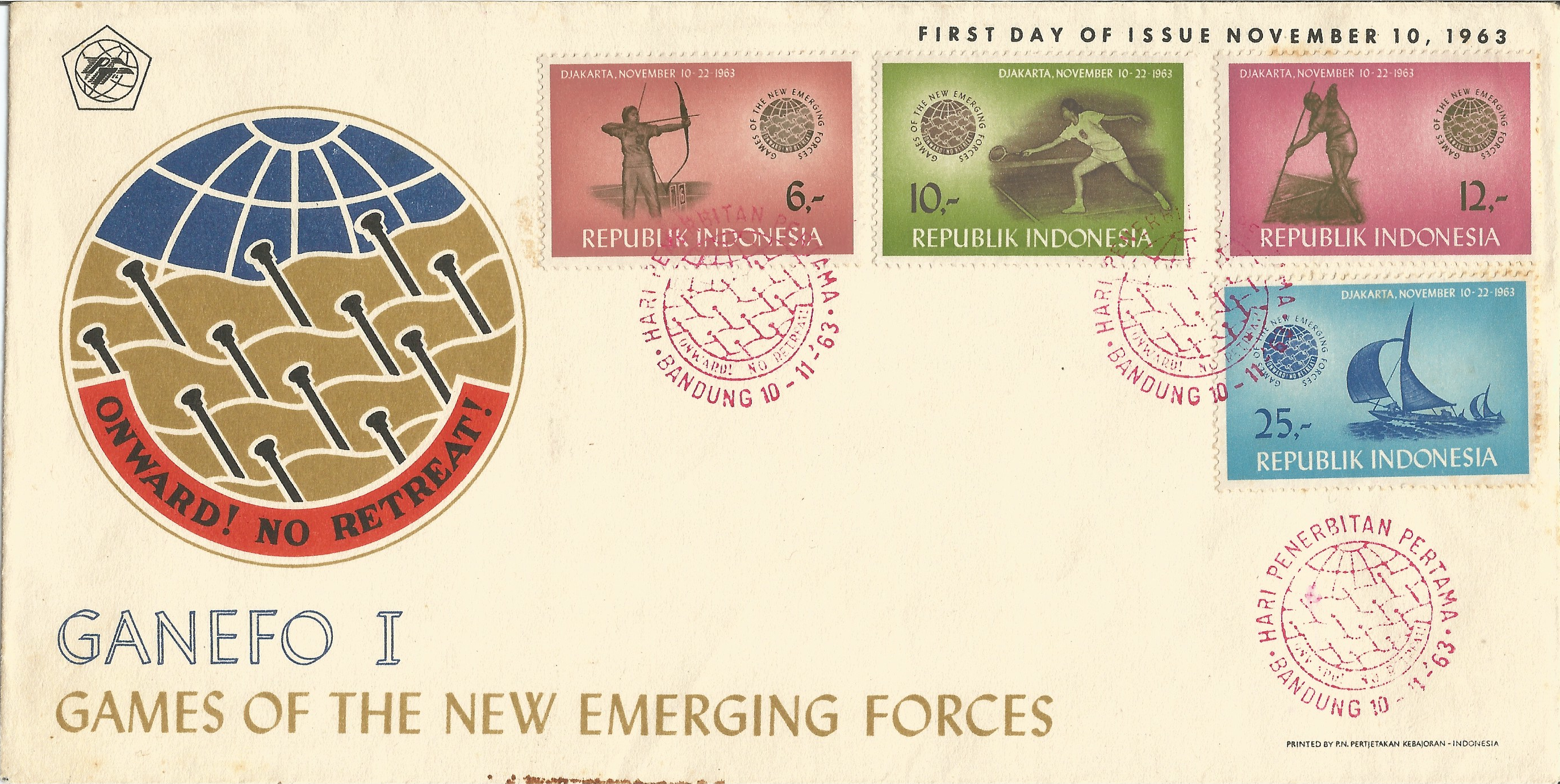
Commemmorative stamps of the "1st Games of the New Emerging Forces"

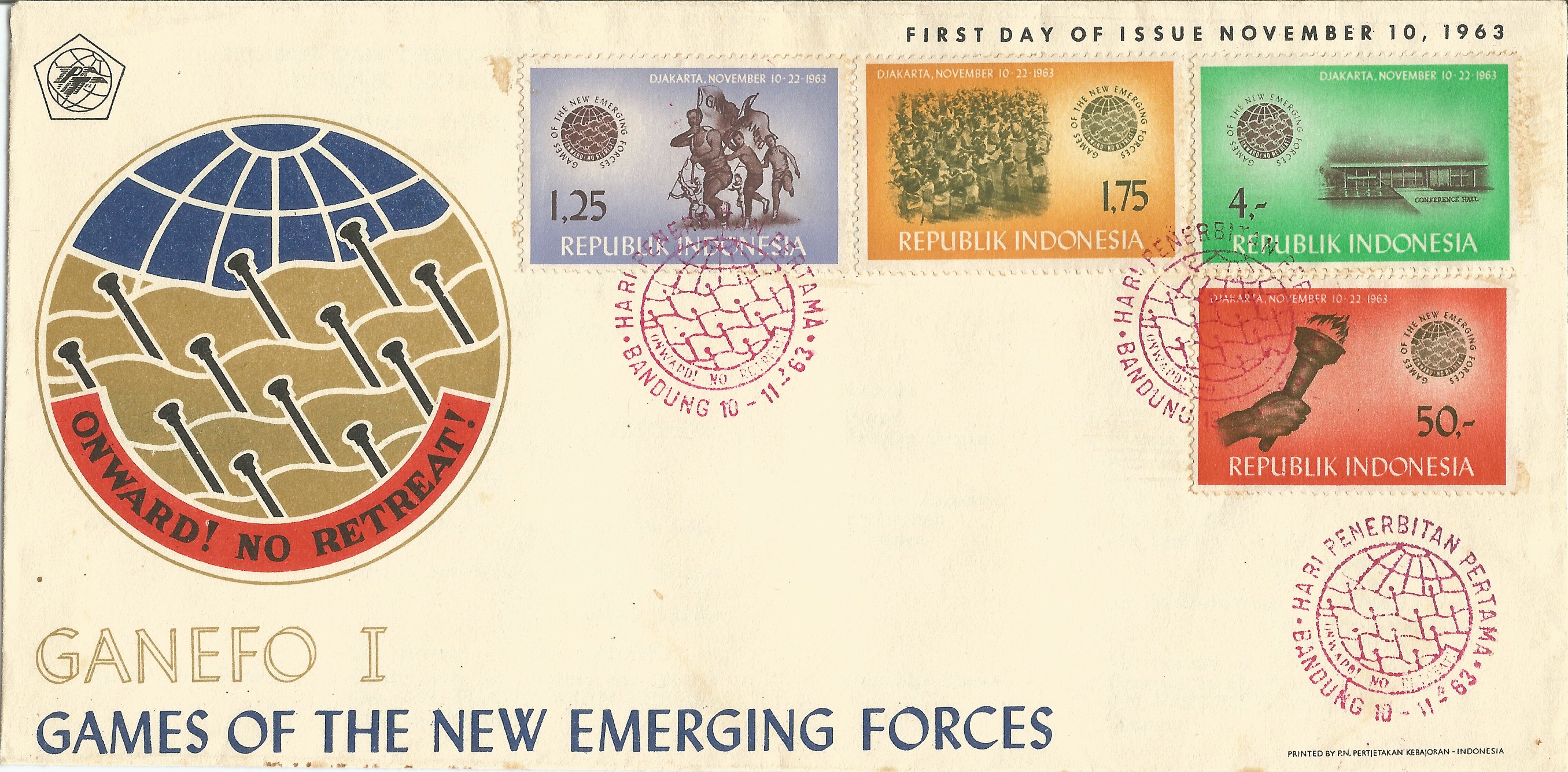
Commemmorative stamps of the "1st Games of the New Emerging Forces"

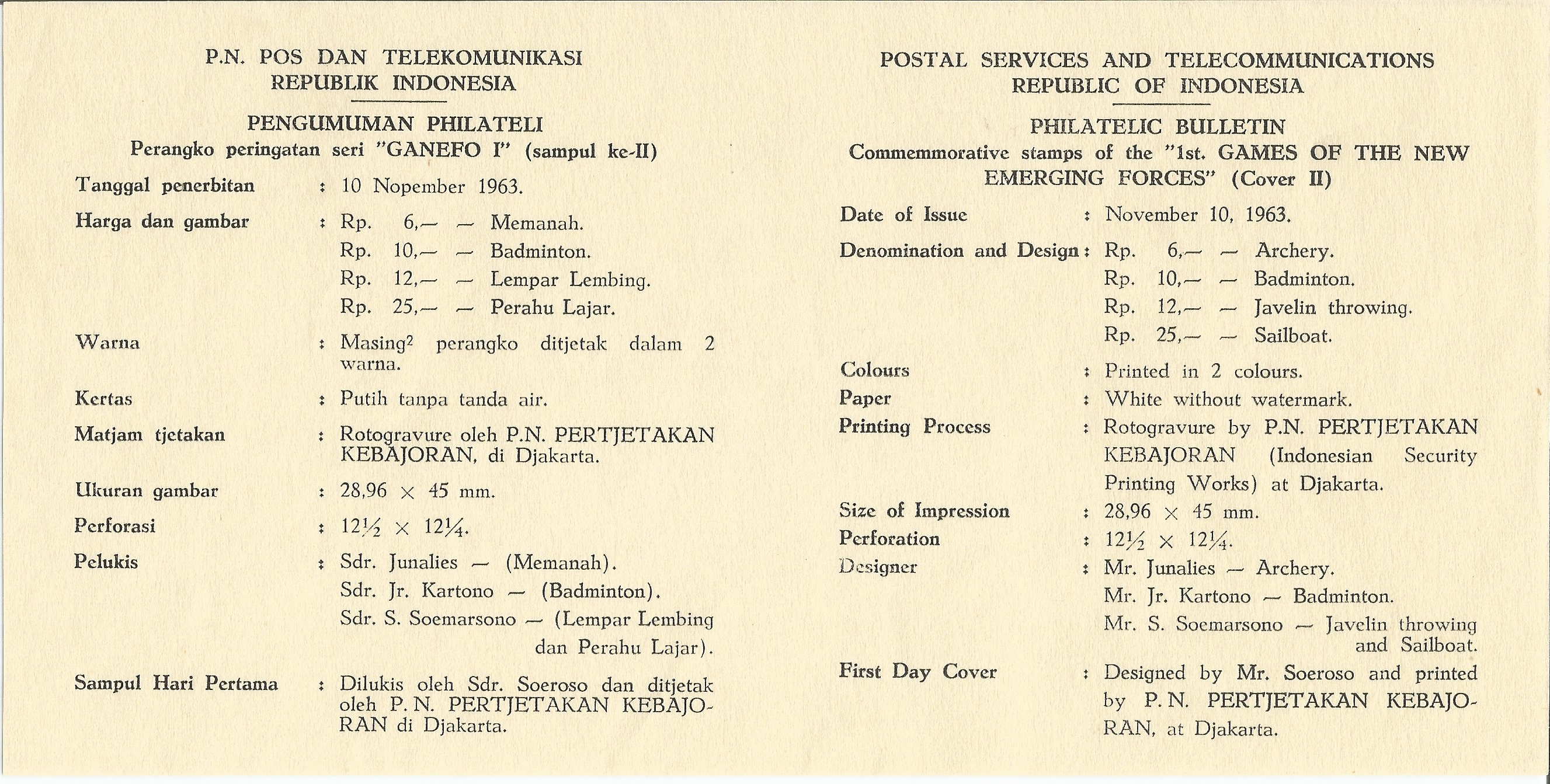
Commemmorative stamps of the "1st Games of the New Emerging Forces"

- Datos: Q608004
- Multimedia: Ganefo / Q608004